# جوني ديزموند
جوني ديزموند (بالإنجليزية: Johnny Desmond)‏ هو مغني أمريكي، ولد في 14 نوفمبر 1919 في ديترويت في الولايات المتحدة، وتوفي في 6 سبتمبر 1985 في لوس أنجلوس في الولايات المتحدة.

## وصلات خارجية
- الموقع الرسمي
- جوني ديزموند على موقع IMDb (الإنجليزية)
- جوني ديزموند على موقع ميوزك برينز (الإنجليزية)
- جوني ديزموند على موقع قاعدة بيانات برودواي على الإنترنت (الإنجليزية)
- جوني ديزموند على موقع أول ميوزيك (الإنجليزية)
- جوني ديزموند على موقع ديسكوغز (الإنجليزية)
- جوني ديزموند على موقع قاعدة بيانات الفيلم (الإنجليزية)